# Draft NBA 2001
Il Draft NBA 2001 si è svolto il 27 giugno 2001 al Madison Square Garden di New York. Il primo giocatore ad essere stato scelto è stato Kwame Brown. Pau Gasol sarebbe stato scelto come MVP ai Campionato mondiale maschile di pallacanestro 2006.

## Giocatori scelti al 1º giro
|   | Indica un giocatore che è stato inserito nella Naismith Memorial Basketball Hall of Fame                 |
|   | Indica un giocatore che è stato selezionato per almeno un All-Star Game ed è inserito in un All-NBA Team |
|   | Indica un giocatore che è stato selezionato per almeno un All-Star Game                                  |
| * | Indica il giocatore che ha vinto il titolo di Rookie of the Year                                         |
|   | Indica un giocatore che non ha mai giocato una partita in NBA                                            |

| Scelta | Giocatore                | Nazionalità | Squadra NBA                                                                | Scuola/ex squadra                      |
| ------ | ------------------------ | ----------- | -------------------------------------------------------------------------- | -------------------------------------- |
| 1      | Kwame Brown (C)          | Stati Uniti | Washington Wizards                                                         | Glynn Academy H.S. (Brunswick, GA)     |
| 2      | Tyson Chandler (PF)      | Stati Uniti | Los Angeles Clippers (ceduto ai Chicago)                                   | Dominguez H.S. (Compton, CA)           |
| 3      | Pau Gasol * (PF)         | Spagna      | Atlanta Hawks (ceduto a Memphis per Shareef Abdur-Rahim)                   | FC Barcelona (Spagna)                  |
| 4      | Eddy Curry (C)           | Stati Uniti | Chicago Bulls                                                              | Thornwood H.S. (South Holland, IL)     |
| 5      | Jason Richardson (SG)    | Stati Uniti | Golden State Warriors                                                      | Michigan State                         |
| 6      | Shane Battier (F/G)      | Stati Uniti | Memphis Grizzlies                                                          | Duke                                   |
| 7      | Eddie Griffin (F)        | Stati Uniti | New Jersey Nets (ceduto a Houston)                                         | Seton Hall                             |
| 8      | DeSagana Diop (C)        | Senegal     | Cleveland Cavaliers                                                        | Oak Hill Academy (Mouth of Wilson, VA) |
| 9      | Rodney White (SF)        | Stati Uniti | Detroit Pistons                                                            | UNC Charlotte                          |
| 10     | Joe Johnson (SG)         | Stati Uniti | Boston Celtics                                                             | Arkansas                               |
| 11     | Kedrick Brown (SF)       | Stati Uniti | Boston Celtics (da Denver)                                                 | Okaloosa-Walton C.C.                   |
| 12     | Vladimir Radmanović (PF) | Jugoslavia  | Seattle SuperSonics                                                        | FMP Železnik (Jugoslavia)              |
| 13     | Richard Jefferson (SF)   | Stati Uniti | Houston Rockets (ceduto a New Jersey)                                      | Arizona                                |
| 14     | Troy Murphy (PF)         | Stati Uniti | Golden State Warriors (da Indiana)                                         | Notre Dame                             |
| 15     | Steven Hunter (C)        | Stati Uniti | Orlando Magic                                                              | DePaul                                 |
| 16     | Kirk Haston (PF)         | Stati Uniti | Charlotte Hornets                                                          | Indiana                                |
| 17     | Michael Bradley (PF)     | Stati Uniti | Toronto Raptors                                                            | Villanova                              |
| 18     | Jason Collins (C)        | Stati Uniti | Houston Rockets (da New York via Phoenix and Orlando, ceduto a New Jersey) | Stanford                               |
| 19     | Zach Randolph (PF)       | Stati Uniti | Portland Trail Blazers                                                     | Michigan State                         |
| 20     | Brendan Haywood (C)      | Stati Uniti | Cleveland Cavaliers (da Miami, ceduto a Orlando)                           | North Carolina                         |
| 21     | Joseph Forte (SG)        | Stati Uniti | Boston Celtics (da Phoenix)                                                | North Carolina                         |
| 22     | Jeryl Sasser (SG)        | Stati Uniti | Orlando Magic (da Milwaukee via Houston)                                   | Southern Methodist                     |
| 23     | Brandon Armstrong (SG)   | Stati Uniti | Houston Rockets (da Dallas via Orlando, ceduto a New Jersey)               | Pepperdine                             |
| 24     | Raül López (PG)          | Spagna      | Utah Jazz                                                                  | Real Madrid (Spagna)                   |
| 25     | Gerald Wallace (SF)      | Stati Uniti | Sacramento Kings                                                           | Alabama                                |
| 26     | Samuel Dalembert (C)     | Haiti       | Philadelphia 76ers                                                         | Seton Hall                             |
| 27     | Jamaal Tinsley (PG)      | Stati Uniti | Memphis Grizzlies (da L.A. Lakers via New York)                            | Iowa State                             |
| 28     | Tony Parker (PG)         | Francia     | San Antonio Spurs                                                          | Paris Basket Racing (Francia)          |

* Nota: I Minnesota Timberwolves hanno dovuto rinunciare al primo turno di scelta per una violazione nel tetto salariale.

## Giocatori scelti al 2º giro
| Scelta | Giocatore                 | Nazionalità             | Squadra NBA                                    | Scuola/ex squadra              |
| ------ | ------------------------- | ----------------------- | ---------------------------------------------- | ------------------------------ |
| 29     | Trenton Hassell (SG)      | Stati Uniti             | Chicago Bulls                                  | Austin Peay                    |
| 30     | Gilbert Arenas (PG)       | Stati Uniti             | Golden State Warriors                          | Arizona                        |
| 31     | Omar Cook (PG)            | Stati Uniti             | Orlando Magic (da Washington, ceduto a Denver) | St. John's                     |
| 32     | Will Solomon (PG)         | Stati Uniti             | Memphis Grizzlies                              | Clemson                        |
| 33     | Terence Morris (SF)       | Stati Uniti             | Atlanta Hawks (ceduto a Houston)               | Maryland                       |
| 34     | Brian Scalabrine (PF)     | Stati Uniti             | New Jersey Nets                                | Southern California            |
| 35     | Jeff Trepagnier (SG)      | Stati Uniti             | Cleveland Cavaliers                            | Southern California            |
| 36     | Damone Brown (SF)         | Stati Uniti             | Philadelphia 76ers (da L.A. Clippers)          | Syracuse                       |
| 37     | Mehmet Okur (C/F)         | Turchia                 | Detroit Pistons                                | Tofas Bursa (Turchia)          |
| 38     | Michael Wright (PF)       | Stati Uniti             | New York Knicks (da Boston via Seattle)        | Arizona                        |
| 39     | Earl Watson (PG)          | Stati Uniti             | Seattle SuperSonics                            | UCLA                           |
| 40     | Jamison Brewer (PG)       | Stati Uniti             | Indiana Pacers                                 | Auburn                         |
| 41     | Bobby Simmons (F/G)       | Stati Uniti             | Seattle SuperSonics                            | DePaul                         |
| 42     | Eric Chenowith (C)        | Stati Uniti             | New York Knicks (da Seattle)                   | Kansas                         |
| 43     | Kyle Hill (PG)            | Stati Uniti             | Dallas Mavericks (da Houston)                  | Eastern Illinois               |
| 44     | Sean Lampley (SF)         | Stati Uniti             | Chicago Bulls (da Charlotte)                   | California                     |
| 45     | Loren Woods (C)           | Stati Uniti             | Minnesota Timberwolves                         | Arizona                        |
| 46     | Ousmane Cissé (PF)        | Mali                    | Denver Nuggets (da Toronto)                    | St. Jude H.S. (Montgomery, AL) |
| 47     | Antōnīs Fōtsīs (SF)       | Grecia                  | Memphis Grizzlies (da New York)                | Panathinaikos (Grecia)         |
| 48     | Ken Johnson (C)           | Stati Uniti             | Miami Heat                                     | Ohio State                     |
| 49     | Ruben Boumtje-Boumtje (C) | Camerun                 | Portland Trail Blazers                         | Georgetown                     |
| 50     | Alton Ford (PF)           | Stati Uniti             | Phoenix Suns                                   | Houston                        |
| 51     | Andre Hutson (PF)         | Stati Uniti             | Milwaukee Bucks                                | Michigan State                 |
| 52     | Jarron Collins (F/C)      | Stati Uniti             | Utah Jazz                                      | Stanford                       |
| 53     | Kenny Satterfield (PG)    | Stati Uniti             | Dallas Mavericks                               | Cincinnati                     |
| 54     | Maurice Jeffers (SG)      | Stati Uniti             | Sacramento Kings                               | St. Louis                      |
| 55     | Robertas Javtokas (C)     | Lituania                | San Antonio Spurs (da L.A. Lakers)             | Lietuvos Rytas (Lituania)      |
| 56     | Alvin Jones (C)           | Lussemburgo Stati Uniti | Philadelphia 76ers                             | Georgia Tech                   |
| 57     | Bryan Bracey (SF)         | Stati Uniti             | San Antonio Spurs                              | Oregon                         |